# Campeonato Amazonense de Futebol Feminino de 2023
O Campeonato Amazonense de Futebol Feminino de 2023 foi a 20ª edição do campeonato estadual de futebol feminino do Amazonas, realizado pela Federação Amazonense de Futebol (FAF). A competição contou com a participação de cinco clubes, que se enfrentaram em turno único na primeira fase, classificando os dois melhores para a final. O campeão foi o 3B da Amazônia, que venceu o JC na final por 2 a 1, no estádio 3B, em Manaus, no dia 26 de julho de 2023. Foi o terceiro título do 3B na história do campeonato, após as conquistas em 2019 e 2021. Como ambos os clubes têm vaga na segunda divisão nacional, o Recanto ficou com a vaga no Campeonato Brasileiro de Futebol Feminino de 2024 - Série A3.